# Come Out and Play (album de Twisted Sister)
Pour les articles homonymes, voir Come Out and Play.
Albums de Twisted Sister
Stay Hungry
(1984) Love Is for Suckers
(1987)
Come Out and Play est le 4e album studio du groupe américain Twisted Sister sorti en 1985.
Alice Cooper a chanté en duo avec Dee Snider sur le morceaux "Be Chrool to Your Scuel".

## Liste des morceaux
1. Come Out and Play - 4:51 - (D. Snider)
2. Leader of the Pack - 3:48 - (E. Greenwich, S. Morton, J. Barry)
3. You Want What We Got - 3:45 - (D. Snider)
4. I Believe in Rock 'n' Roll - 4:03 - (D. Snider)
5. The Fire Still Burns - 3:34 - (D. Snider)
6. Be Chrool to Your Schuel - 3:53 - (D. Snider)
7. I Believe in You - 5:23 - (D. Snider)
8. Out on the Streets - 4:27 - (D. Snider)
9. Lookin Out for # 1 - 3:07 - (D. Snider)
10. Kill or Be Killed - 2:47 - (D. Snider)
11. King of the Fools (Bonus) - 6:26 - (D. Snider)

## Single
- 1985: Leader of the Pack
- 1985: King of the Fools
- 1986: Be Chrool to Your Scuel
- 1986: You Want What We Got

## Crédits

### Composition du groupe
- Dee Snider: Chants
- Eddie "Fingers" Ojeda: Guitare Rythmique, Solo & Chœurs.
- Jay Jay French: Guitare Rythmique, Solo & Chœurs.
- Mark "The Animal" Mendoza: Basse & Chœurs
- A.J. Pero: Batterie

### Musiciens additionnel
- Don Dokken: Chœurs
- Gary Holland: Chœurs
- Brian Setzer: Chœurs

### Be Chrool to Your Scuel
- Alice Cooper: Chants en duo
- Billy Joel: Piano
- Clarence Clemons: Saxophone
- Crispin Cieo: Baryton saxophone
- Arno "Cool-Ray" Hecht: Saxophone ténor
- Bad Bob Funk: Trombone
- Hollywood Paul Litteral: Trompette
- The Uptown Horns: Cor d'harmonie
- Julia Waters: Chœurs
- Maxine Waters: Chœurs

## Production
- Dieter Dierks: Producteur
- Eddy Delana: ingénieur du son
- Craig Engel: assistant ingénieur à Los Angeles
- Craig Vogel: assistant ingénieur à New York
- Bob Ludwig: LP mastering audio
- Mikael Kirke: directeur artistique
- Marque "Weiss-Guy" Weiss: directeur artistique, photographe
- Barry Diament: CD audio mastering